# ولادة جديدة (بوذية)
الولادة الجديدة عبارة عن مصطلح يشير في تعاليم البوذية إلى مجموعة الأحداث التي تؤدي إلى وجود وحياة جديدة بعد الموت، وذلك في دورات لانهائية تسمى سامسارا. يمكن أن تكون هذه الدورات غير مرضية ومؤلمة، وتنتهي بحدوث حالة التحرر أو الخلاص بواسطة التنوير والسكينة (نيرفانا).
يعد مفهوم الولادة الجديدة إحدى العقائد الأساسية في البوذية، وذلك بالإضافة إلى مفاهيم الكارما والنيرفانا والموكشا.

## اقرأ أيضاً
- تناسخ الأرواح